# Alma Center, Wisconsin
Alma Center là một làng thuộc quận Jackson, tiểu bang Wisconsin, Hoa Kỳ. Năm 2006, dân số của làng này là 446 người.